# Entkopplung bei Impulskontrollstörungen
Entkopplung bei Impulskontrollstörungen ist eine Selbsthilfe-Technik, die für Zwangsspektrumsstörungen (DSM 5) bzw. Impulskontrollstörungen (ICD-10) wie Trichotillomanie, Onychophagie (Nagelkauen) und Skin Picking von Psychologen der Klinik für Psychiatrie und Psychotherapie des Universitätsklinikums Hamburg-Eppendorf entwickelt wurde. Der Betroffene wird angeleitet, den ursprünglichen Verhaltenspfad abzuwandeln, indem kurz vor Abschluss des selbstverletzenden Verhaltens (z. B. Ausreißen der Haare; Pulen der Haut) eine ruckartige gegenläufige Bewegung ausgeführt wird. Dies soll eine Irritation auslösen, die es dem Betroffenen ermöglicht, das Zwangsverhalten frühzeitig zu erkennen und zu unterbinden. Das Manual kann in fünf Sprachen kostenlos online bezogen werden (siehe Weblinks; Stand: 25. Dezember 2020).
Für Trichotillomanie und Onychophagie (Nagelkauen) wurde der Nutzen in drei randomisiert-kontrollierten Studien nachgewiesen. In einer Studie waren die Effekte auch ein halbes Jahr später nachweisbar.